# Vlag van Lyon

Vlag van Lyon

De vlag van de Franse stad Lyon bestaat uit een rechthoekig doek waarop de elementen van het stadswapen zijn weergegeven, het is dus een wapenbanier. Gewoonlijk heeft hij de gebruikelijke verhoudingen van 3:2 en is het een vlag voor civiel gebruik, aangezien in het stadhuis en zijn onderhorigheden alleen de Franse nationale vlag wordt gehesen.
Het eigenlijke schild van Lyon bestaat uit een veld van keel (rode kleur), waarin een leeuw ongebreideld lijkt (van profiel en rechtopstaand) en van zilver (witte kleur). Dit wapen is aangevuld met een vermeerdering, waarbij de divisie het schildhoofd beslaat. Dit is het "Hoofd van Frankrijk", toegekend aan alle "Bonnes Villes", die de heraldiek van zijn voormalige vorsten toont: van azuurblauw beladen met drie gouden fleurs-de-lys (een blauwe achtergrond versierd met drie gele leliebloemen).
In de 13e eeuw begonnen koopmansgilden een opstand tegen de macht van de aartsbisschop-graaf van Lyon. Deze gebruikten hun eigen vlaggen met een leeuw om hun kracht te symboliseren, waardoor koning Filips V van Frankrijk in 1320 gedwongen werd in dit conflict in te grijpen. Als resultaat van de tussenkomst van de koning was de stad rechtstreeks afhankelijk van de Franse Kroon, werd ze opgenomen op de lijst van "Bonnes Villes" en ontving ze haar wapenschild (en vlag). In 1376 vereenvoudigde koning Karel V zijn heraldiek, waardoor het onbepaalde aantal fleurs de lys dat tot nu toe de hele ruimte van de koninklijke wapenkamers en heraldische leiders van de "Bonnes Villes" bedekte, tot drie werd teruggebracht.

## Verwante afbeeldingen

Het wapen van Lyon